# Balogh Péter (püspök)
Balogh Péter (Nábrád, 1792. február 12. – Debrecen, 1870. november 23.) református lelkész, egyházi író, a Tiszántúli református egyházkerület püspöke 1860-tól haláláig.

## Élete
A gimnáziumi pályát 1804 óta a debreceni főiskolában végezte. 1809-ben felsőbb tudományokat kezdett folytatni, mire 1815-ben a második grammatikai osztály köztanítójává választották. 1818-ban a karcagi iskola igazgatója lett. 1821-ben politikai pályára lépett és Pesten felesküdött a királyi tábla jegyzőjévé. Ezután tiszteletesi pályára tért, és Bécsbe utazott; külföldi egyetemre az akkori szigorú tilalom miatt nem mehetett, a protestáns teológiai intézet látogatása miatt egy évet Bécsben töltött. 1822 tavaszán visszatért hazájába, a nagyszalontai gyülekezet hívta meg lelkésznek. 1832-ben az egyházmegye esperese, 1855-ben helyettes, 1860. május 15-én pedig a tiszántúli református egyházkerület valóságos püspöke lett. Az osztrák kormány által 1859. szeptember 1-jén kiadott protestáns pátens idejében a református püspökök közt vezérszerepet játszott az ellenállásban.

## Munkái
- Reggeli gondolatok a ker. vallások egyesülhetésekről. Pest, 1823.
- Gyászünnepély, mely tartatott néh. borosjenői id. Tisza Lajos urnak temetése alkalmával… Debreczen, 1857.

Az egyházi irodalom terén számos eredeti és fordított dolgozata maradt kéziratban, különösen kiemelendők Jób könyvére és Pál leveleire írt magyarázatai.